# アシレズクトンシンターゼ
アシレズクトンシンターゼ(Acireductone synthase、EC 3.1.3.77)は、5-(メチルチオ)-2,3-ジオキソペンチル-リン酸 ホスホヒドロラーゼ (異性化)(5-(methylthio)-2,3-dioxopentyl-phosphate phosphohydrolase (isomerizing))という系統名を持つ酵素である。この酵素は、以下の化学反応を触媒する。
5-(メチルチオ)-2,3-ジオキソペンチルリン酸 + 水{\displaystyle \rightleftharpoons }1,2-ジヒドロキシ-5-(メチルチオ)ペント-1-エン-3-オン + リン酸（全体）
(1a) 5-(メチルチオ)-2,3-ジオキソペンチルリン酸{\displaystyle \rightleftharpoons }2-ヒドロキシ-5-(メチルチオ)-3-オキソペント-1-エニルリン酸（恐らく同時）
(1b) 2-ヒドロキシ-5-(メチルチオ)-3-オキソペント-1-エニルリン酸 + 水{\displaystyle \rightleftharpoons }1,2-ジヒドロキシ-5-(メチルチオ)ペント-1-エン-3-オン + リン酸